# Unterseeboot UC-43
Pour les autres navires du même nom, voir Unterseeboot 43.
L'Unterseeboot UC-43 est un sous-marin (U-Boot) mouilleur de mines allemand de type UC II utilisé par la Kaiserliche Marine pendant la Première Guerre mondiale. Le U-boot a été commandé le 20 novembre 1915 et lancé le 5 octobre 1916. Il a été mis en service dans la marine impériale allemande le 25 octobre 1916 sous le nom de UC-43. En deux patrouilles, l'UC-43 a coulé 13 navires, soit par ses torpilles, soit par les mines qu’il avait posées. L'UC-43 fut torpillé et coulé par le HMS G13 au nord de Muckle Flugga le 10 mars 1917.

## Conception
Sous-marin de type UC II, l'UC-43 avait un déplacement de 420 tonnes en surface et de 502 tonnes en plongée. Il avait une longueur hors tout de 51,85 m, un maître-bau de 5,22 m et un tirant d'eau de 3,68 m. Le sous-marin était propulsé par deux moteurs diesel 6 cylindres à quatre temps produisant chacun 300 ch (220 kW), soit un total de 600 ch (430 kW), et par deux moteurs électriques produisant 430 ch (340 kW), actionnant deux arbres d'hélice.
Le sous-marin avait une vitesse maximale de 11,7 nœuds (21,7 km/h) en surface et de 6,7 nœuds (12,4 km/h) en immersion. Son autonomie était de 7280 milles marins (13430 km) à 7 nœuds (13 km/h) en surface, et de 54 milles marins (100 km) à 4 nœuds (7,4 km/h) en immersion. Il lui fallait 43 secondes pour plonger, et il était capable d’opérer à une profondeur maximale de 50 mètres.
L’UC-43 était équipé de trois tubes lance-torpilles de 430 mm, un à l’arrière et deux à l’avant, avec sept torpilles, et d’un canon de pont de 8,8 cm SK L/30. Mais son arme principale était ses six puits de mine de 1000 mm portant dix-huit mines UC 200. Son effectif était de vingt-six membres d’équipage.

## Affectations
- I Flottille : du 25 décembre 1916 au 10 mars 1917

## Commandants
- Kapitänleutnant Erwin Sebelin : du 25 octobre 1916 au 10 mars 1917

## Navires coulés
| Date             | Nom             | Nationalité    | Tonnage | Destin  |
| ---------------- | --------------- | -------------- | ------- | ------- |
| 31 décembre 1916 | Lupus           | Norvège        | 539     | Capturé |
| 12 janvier 1917  | Brentwood       | United Kingdom | 1192    | Coulé   |
| 15 janvier 1917  | Brabant         | Norvège        | 1492    | Coulé   |
| 15 janvier 1917  | Graafjeld       | Norvège        | 728     | Coulé   |
| 20 janvier 1917  | Planudes        | United Kingdom | 542     | Coulé   |
| 27 février 1917  | Marie Madeleine | France         | 45      | Coulé   |
| 1 mars 1917      | Mabella         | Norvège        | 1637    | Coulé   |
| 1 mars 1917      | Storenes        | Norvège        | 1870    | Coulé   |
| 6 mars 1917      | Cornelia        | United Kingdom | 903     | Coulé   |
| 6 mars 1917      | Sawa Maru       | Japon          | 2578    | Coulé   |
| 7 mars 1917      | Baron Wemyss    | United Kingdom | 1605    | Coulé   |
| 9 mars 1917      | Laurits         | Danemark       | 183     | Coulé   |
| 13 mars 1917     | Norwegian       | United Kingdom | 6237    | Coulé   |
| 22 mars 1917     | Malmanger       | Norvège        | 5672    | Coulé   |